# Jane & Shane
Jane & Shane er en irsk/engelsk duo fra Danmark bestående af engelske Jane Clark (violin og vokal) og irske Shane Donnelly (vokal, guitar, bodhrán). Jane & Shane spiller hovedsageligt irsk og engelsk folkemusik, ofte blandet med Jazz og bluegrass.
Duoen mødte hinanden i år 2000 hvorefter de begyndte at spille sammen. De blev for alvor berømte i Danmark efter de deltog i dele af entertaineren Niels Hausgaards turne og show i 2003 kaldet Finer han kanten?. I 2005 udkom deres første album kaldet Shine og to år senere indspillede de deres andet album, hvor den irske violinist John Sheahan, kendt fra The Dubliners, medvirkede. På dette album indspillede de også en udgave af Vivaldis Corrente della Sonata III inspireret af folkemusik.
I 2009 optrådte de sammen med DR UnderholdningsOrkestret til Slotskoncert i Ledreborg slotspark foran omkring 30.000 publikummer. I 2013 var de åbningsnummer for UnderholdningsOrkestrets Nytårskoncert.
De har turneret rundt i Danmark flere gange og har bl.a. optrådt på Tønder Festival, Skagen Festival og i Musikhuset Aarhus.
Desuden har de flere gange deltaget i den irske folkemusikgruppe The Dubliners turneer i Danmark og spillet koncerter i Norge og på Grønland i anledning af nationaldagen.
Siden 2012 har de samarbejdet med bassisten Mads Vinding. I 2013 turnerede de sammen med Sheahan, skønt han egentligt havde trukket sig tilbage efter The Dubliners havde ophørt som gruppe. Igen i 2014 turnerede de sammen.

## Diskografi
- 2005 Shine
- 2007 Large Café Windows
- 2010 Smile